# Urał (rejon karmaskaliński)
Urał (ros. Урал) – wieś (dieriewnia) w Rosji, w Baszkortostanie, w rejonie karmaskalińskim. W 2010 liczyła 325 mieszkańców, głównie Tatarów.